# 科扎恰洛潘

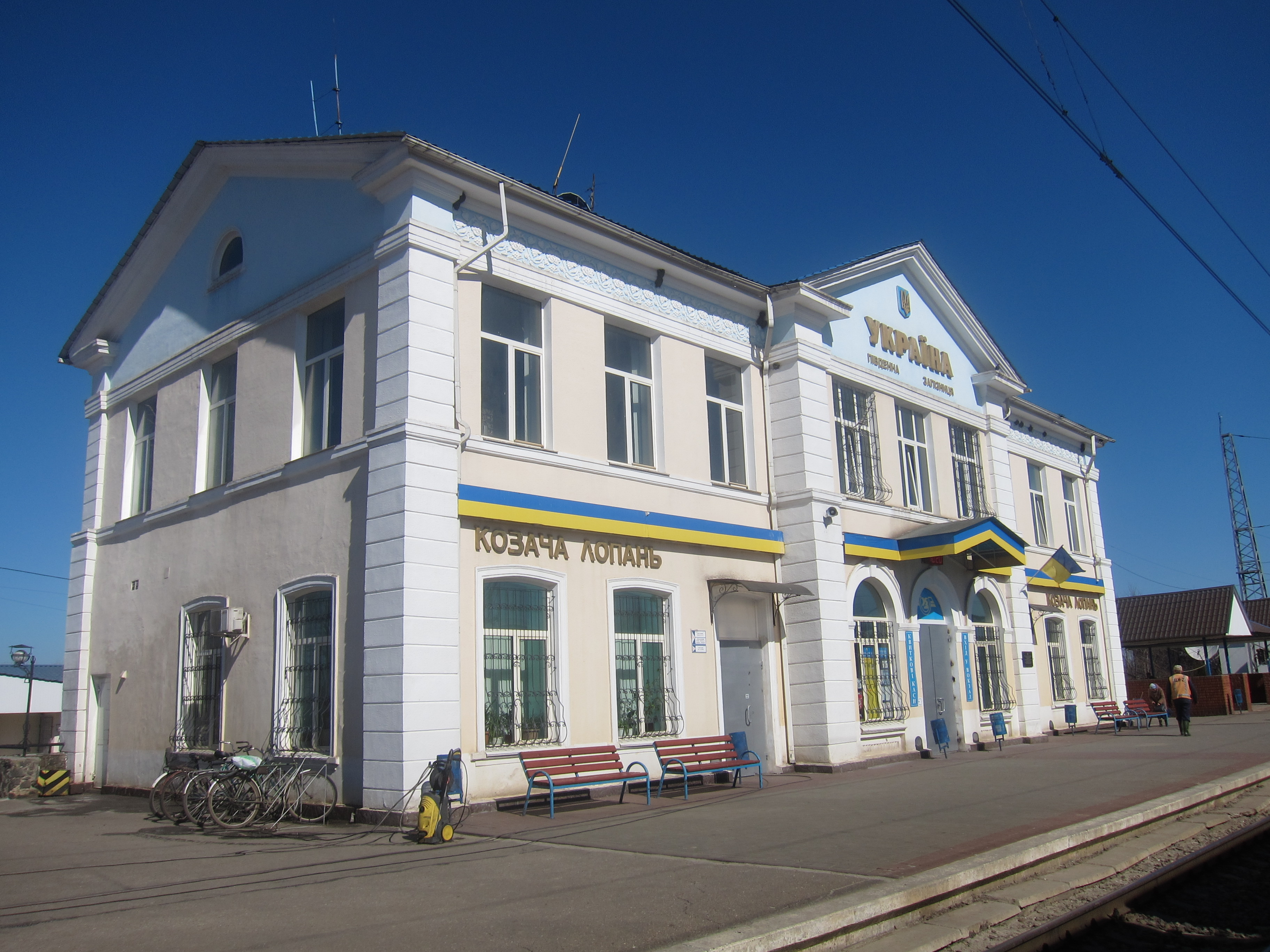
火车站

50°20′11″N 36°10′43″E / 50.33639°N 36.17861°E
科扎恰洛潘（18-19世紀舊名洛潘；俄语名譯为科扎奇亞洛潘），是烏克蘭東部哈爾科夫州哈爾科夫區德尔哈奇市镇内的市級鎮。距離德爾哈奇29公里，始建於1660年，面積0.96平方公里，海拔高度144米，2001年人口5,878，人口密度每平方公里6,122.9人。
2022年3月，科扎恰洛潘被俄羅斯佔領。9月11日，科扎恰洛潘被烏克蘭收復。